# ألينا رومانوسكي
ألينا رومانوسكي (بالإنجليزية: Alina Romanowski) هي دبلوماسية أمريكية، ولدت في 26 سبتمبر 1955. وفي يوم 9 كانون الأول/ديسمبر 2021، أعلنَ البيت الأبيض عن تعيينها سفيرة فوق العادة في جمهورية العراق، وفي عام 2019، أكد مجلس الشيوخ الأمريكي تعيينها لتكون سفيرة الولايات المتحدة لدى الكويت.